# 四位圣人

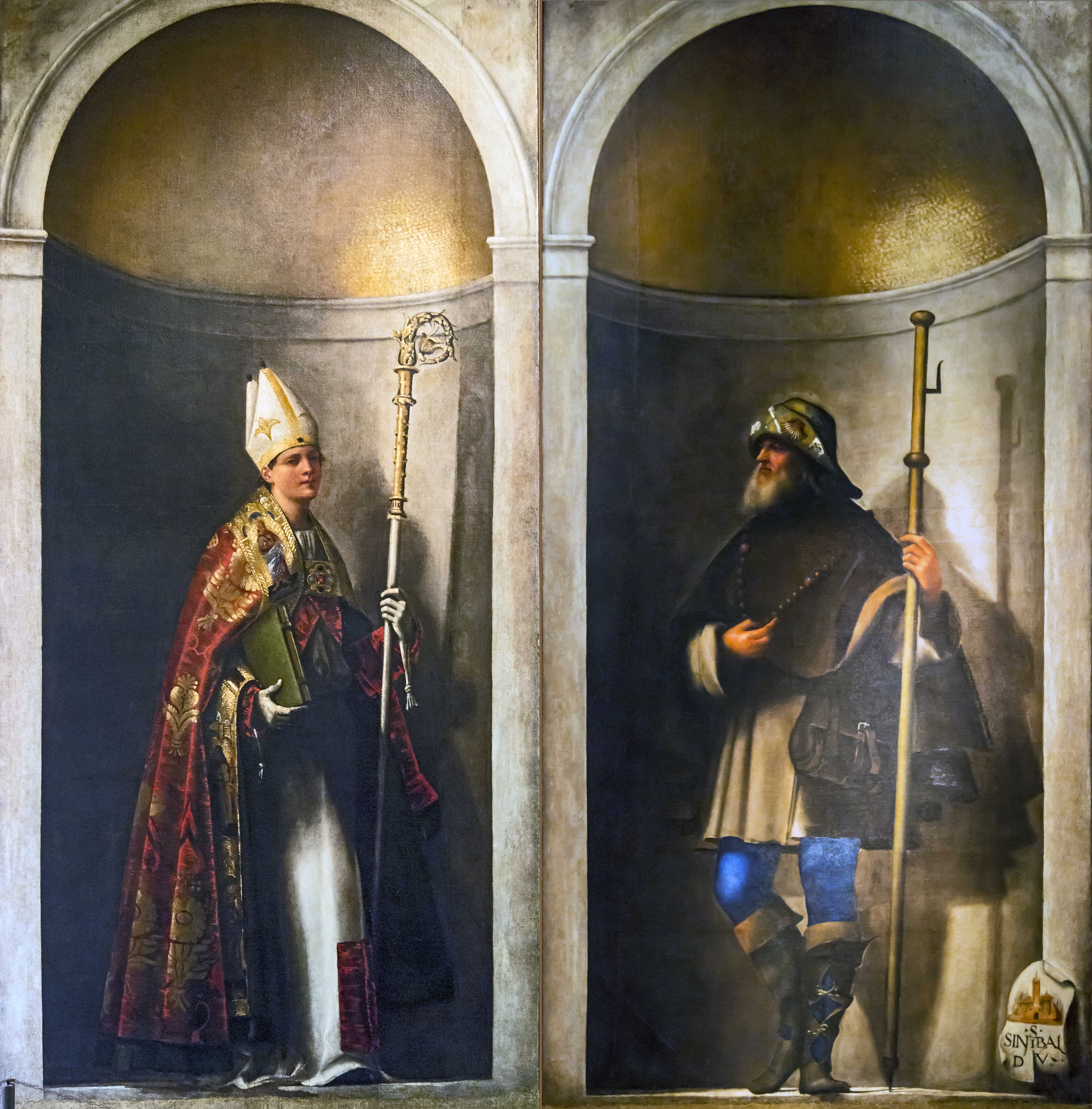
圣路易和圣塞巴都

四位圣人（義大利語：Ante d'organo con santi）是塞巴斯蒂亚诺·德尔·皮翁博为圣巴尔多禄茂堂绘制的一套四幅双面油画，每幅尺寸为293x137厘米，绘制于1509年，现藏于威尼斯学院美术馆。

## 历史
这幅画是塞巴斯蒂亚诺·德尔·皮翁博最早的个人作品之一，订制者是1507-1509年在该堂担任本堂神父的阿尔维斯·利奇，经常光顾该堂的德国商人可能参与，因此出现了纽伦堡的主保圣人圣塞巴都（德語：Sebaldus）。

## 描述
关闭的门展示了圣巴尔多禄茂和圣巴斯弟盎，巴斯弟盎殉道时被捆绑在柱子上，被乱箭射得千疮百孔。
敞开的门展示了圣路易和圣塞巴都。帽子上覆盖着马赛克。路易主教头戴拜占庭威尼斯风格的金色主教冠 ，塞巴都身穿朝圣者服装，色彩明快。主题和空间相融合。

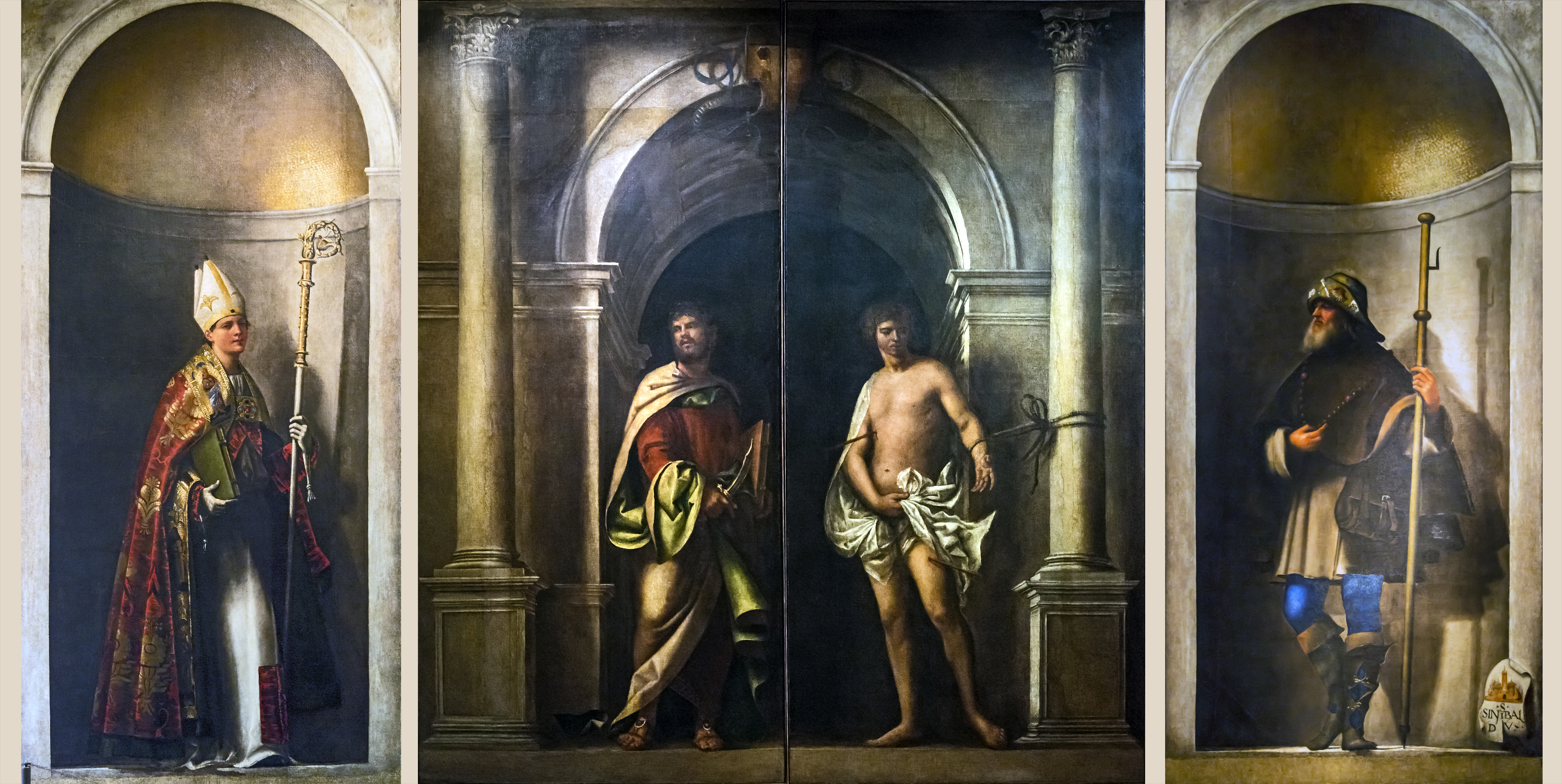